# Giovanni Antonio Guardi

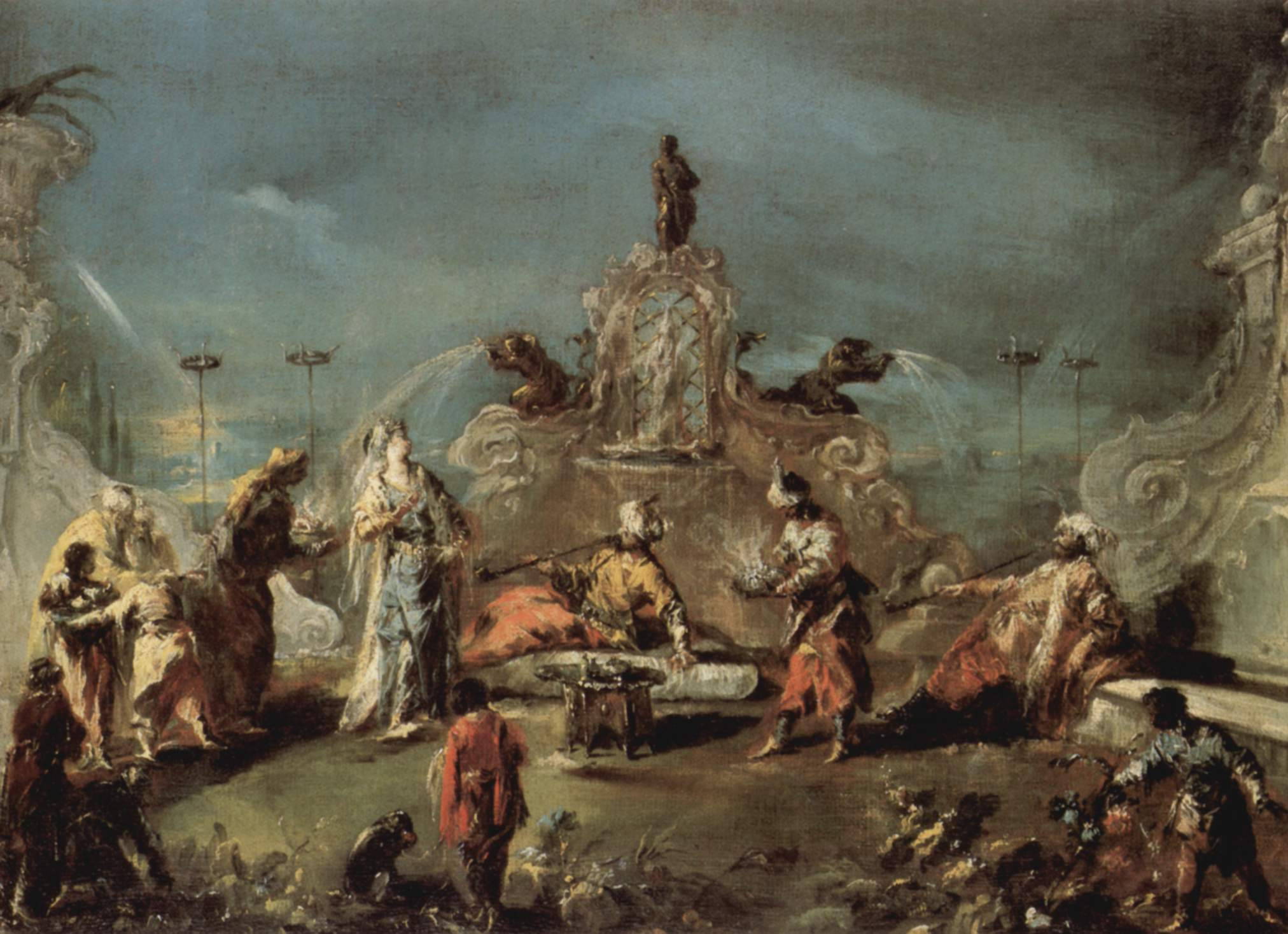
In de tuin van Serails (1743)

Giovanni Antonio Guardi, ook: Gianantonio Guardi (Wenen, 27 mei 1699 - Venetië, 22 januari 1760) was een Italiaanse kunstschilder uit de tijd van de rococo. Hij was in 1750 een medeoprichter van de Accademia in Venetië die in 1756 officieel erkend werd. Hij schilderde portretten, capriccio's, landschappen, stadsgezichten, stillevens, Oosterse taferelen en religieuze voorstellingen.

## Familie
Giovanni Antonio Guardi was de oudste zoon van de Noord-Italiaanse barokschilder Domenico Guardi (1678-1716) uit de provincie Trente en Maria Claudia Pichler uit Neumarkt in Zuid-Tirol. Zijn broers waren Francesco Guardi (1712–1793), die het bekendst werd, en Nicolò Guardi (1715-1786). Zijn zus Cecilia Guardi trouwde met Giovanni Battista Tiepolo (1696–1770), die in 1756 voorzitter van de Accademia werd.

## Levensloop
Op de dag van zijn geboorte werd hij gedoopt in de Schottenkerk in Wenen. Daarna verhuisde de familie naar Venetië, waar hij in 1719 de werkplaats van zijn overleden vader overnam. Hier werkten ook zijn broers. Het is vooral in de begintijd van sommige van de werken uit hun atelier niet altijd met zekerheid vast te stellen welke schilder welk aandeel had.
Een belangrijke afnemer van zijn werk was de collectioneur Johann Matthias von der Schulenburg. Voor deze kunstminnaar vervaardigde hij talrijke kopieën van werk van anderen en schilderde in opdracht ook Turkse thema's. Von der Schulenburg kocht in totaal ruim honderd schilderijen.
Tussen 1750 en 1754 schilderde Guardi een Tobias-serie voor de Sint-Rafaëlkerk in Venetië, die daar nog steeds te bezichtigen is. Pas vanaf 1750 wordt Guardi gezien als vedutaschilder. Het werk van de broers Guardi wordt gerekend tot de laatste periode van de Venetiaanse School. Onder zijn leerlingen bevond zich ook Francesco Giuseppe Casanova, de jongere broer van Giacomo Casanova.

## Afbeeldingen

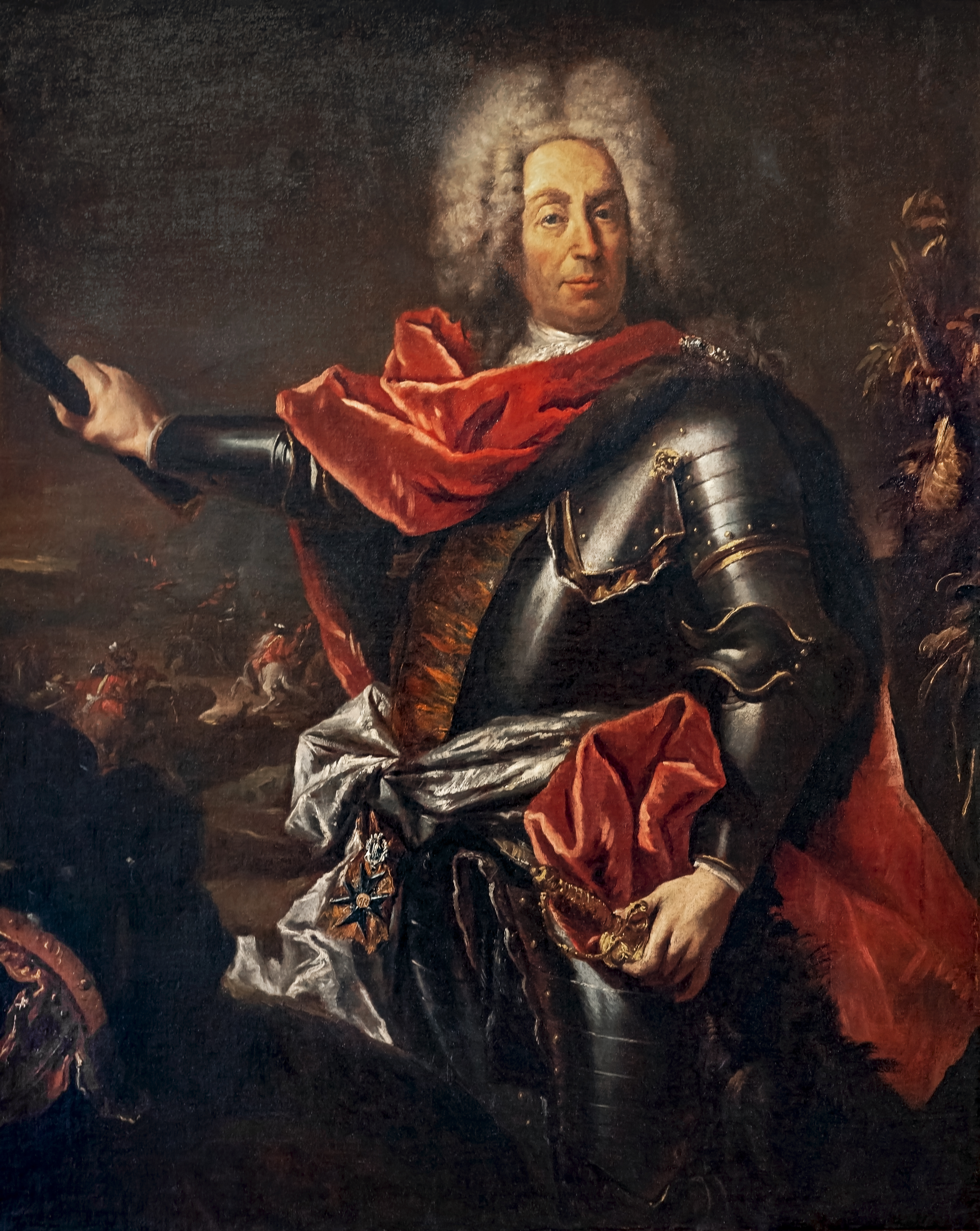
Portret van Schulenburg
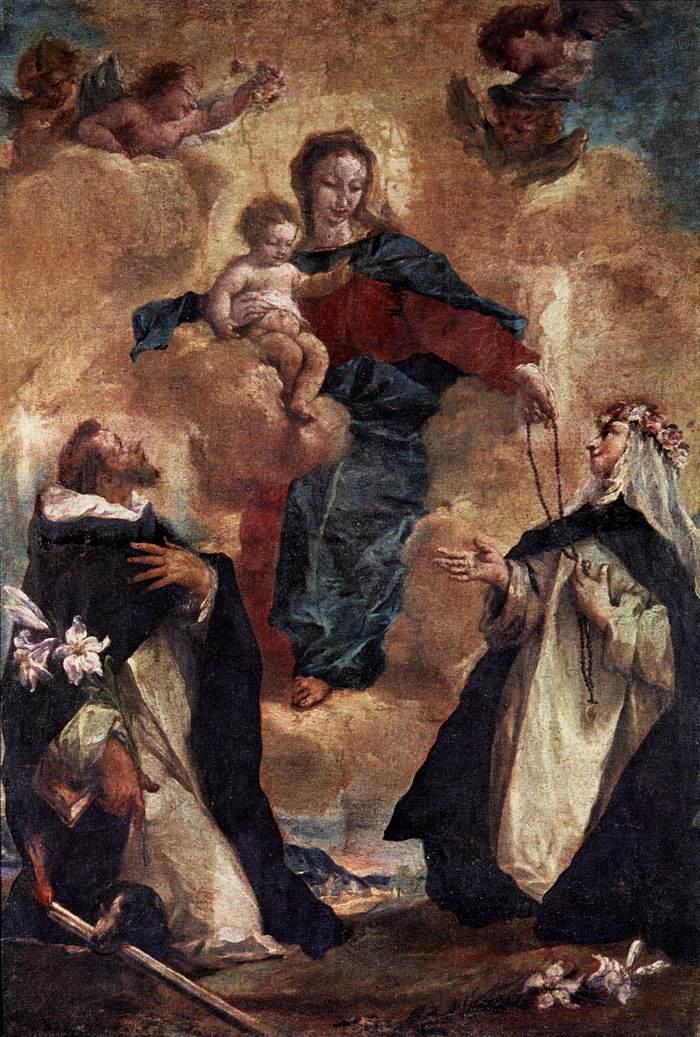
Maria met kind
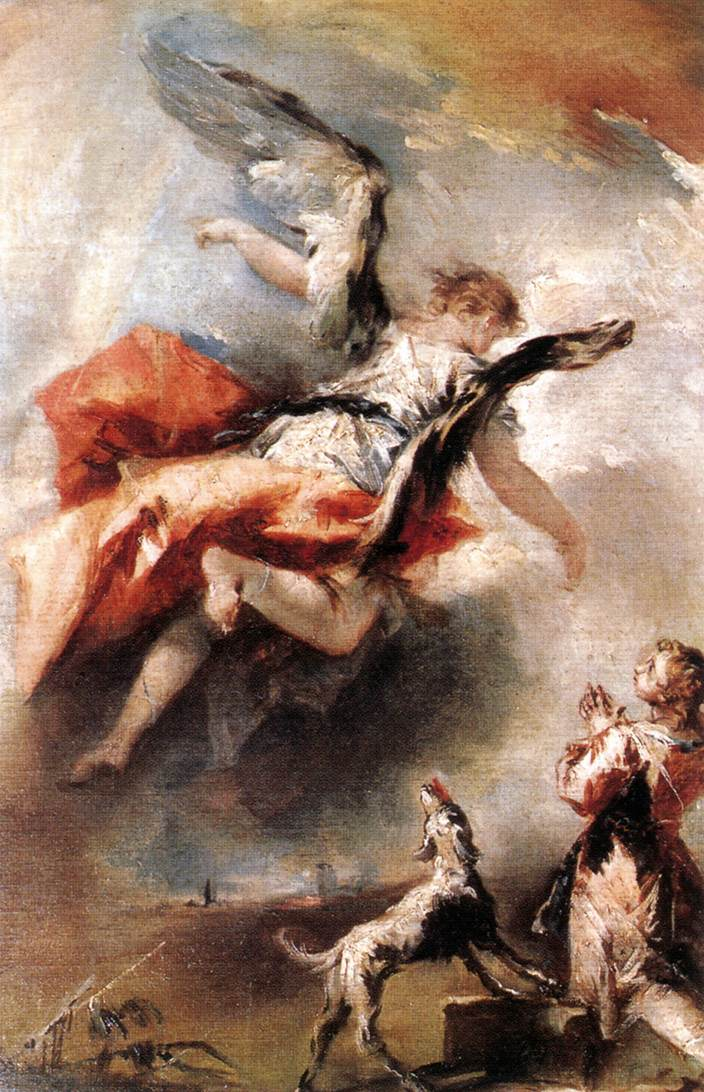
De engel verschijnt voor Tobias
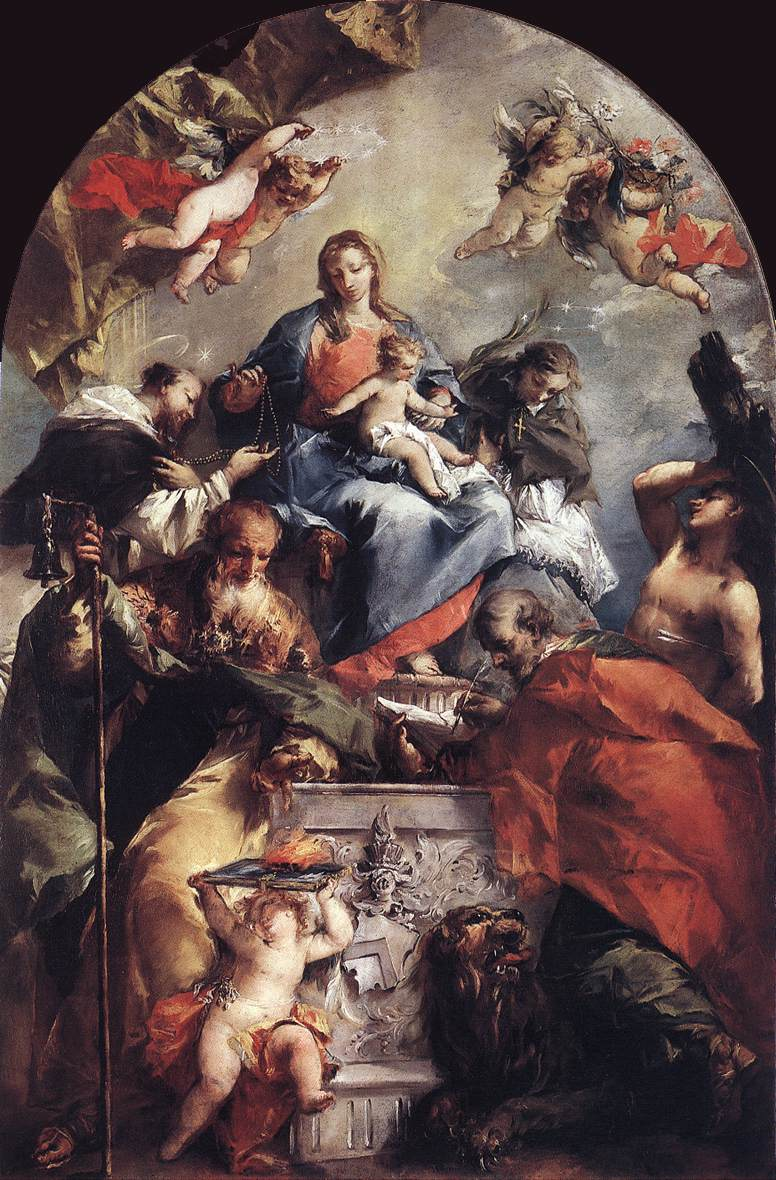
Madonna omgeven door heiligen

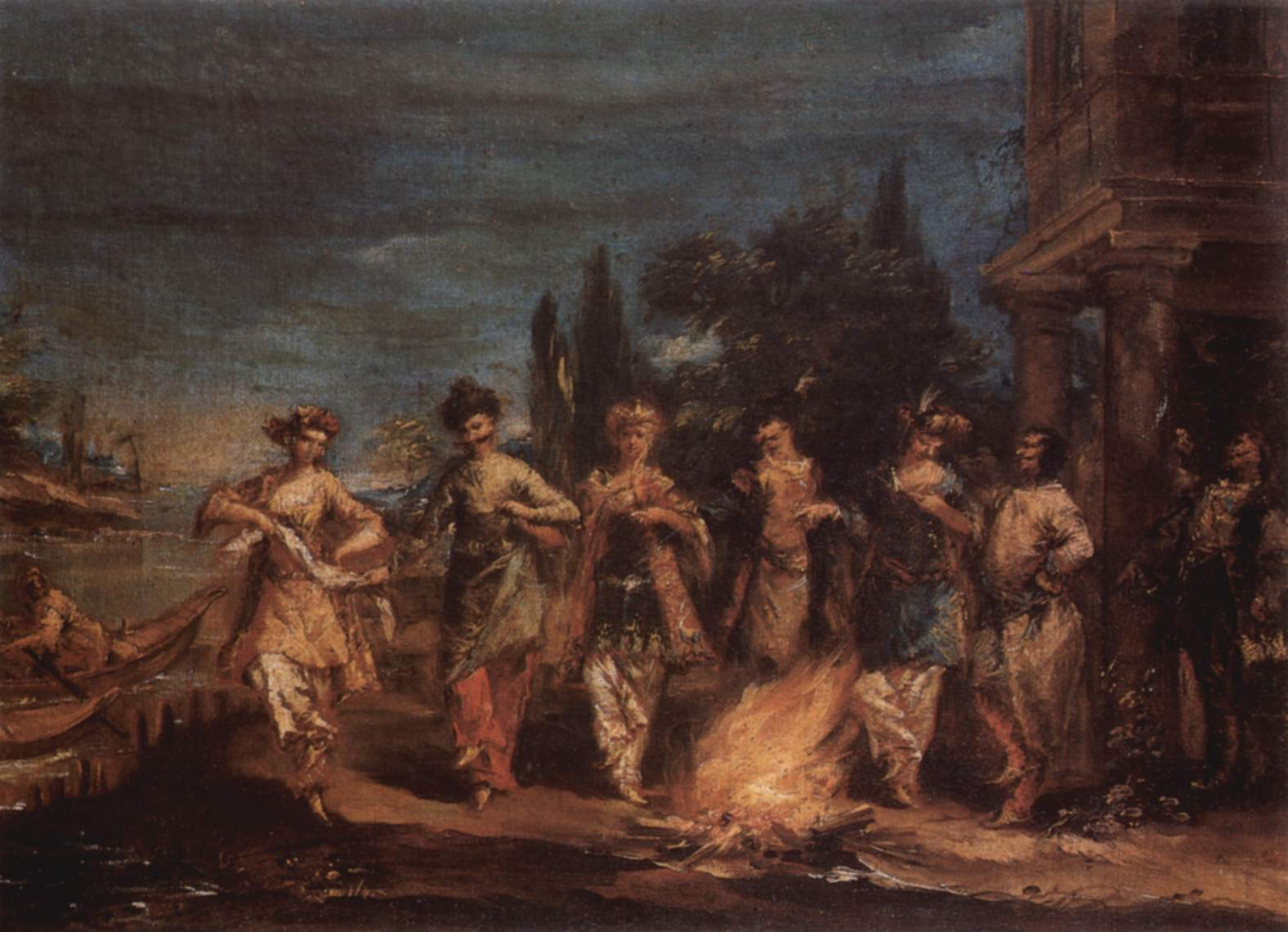
Turkse dans
In de harem
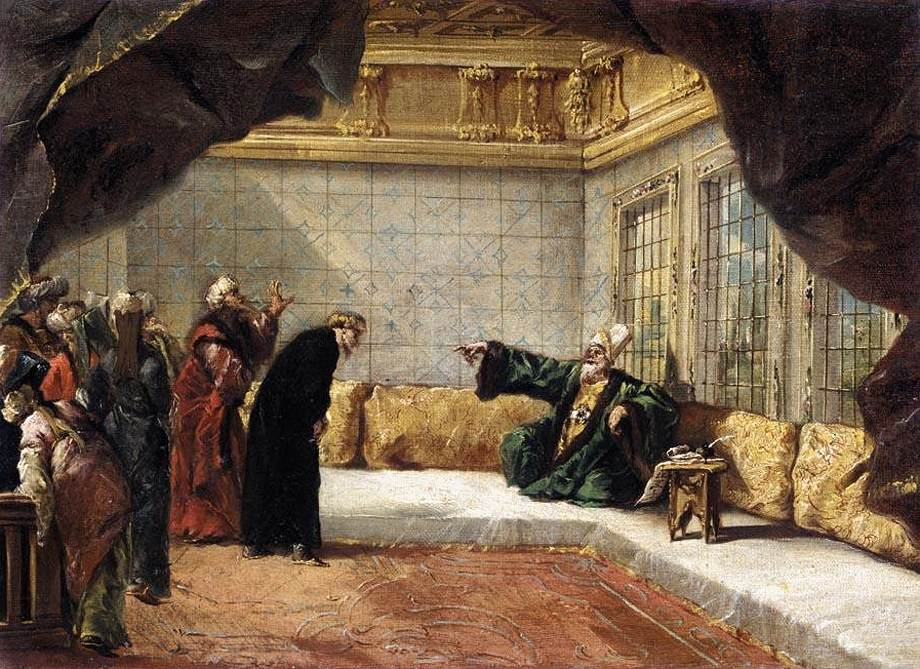
Dergoumidas voor de grootvizier
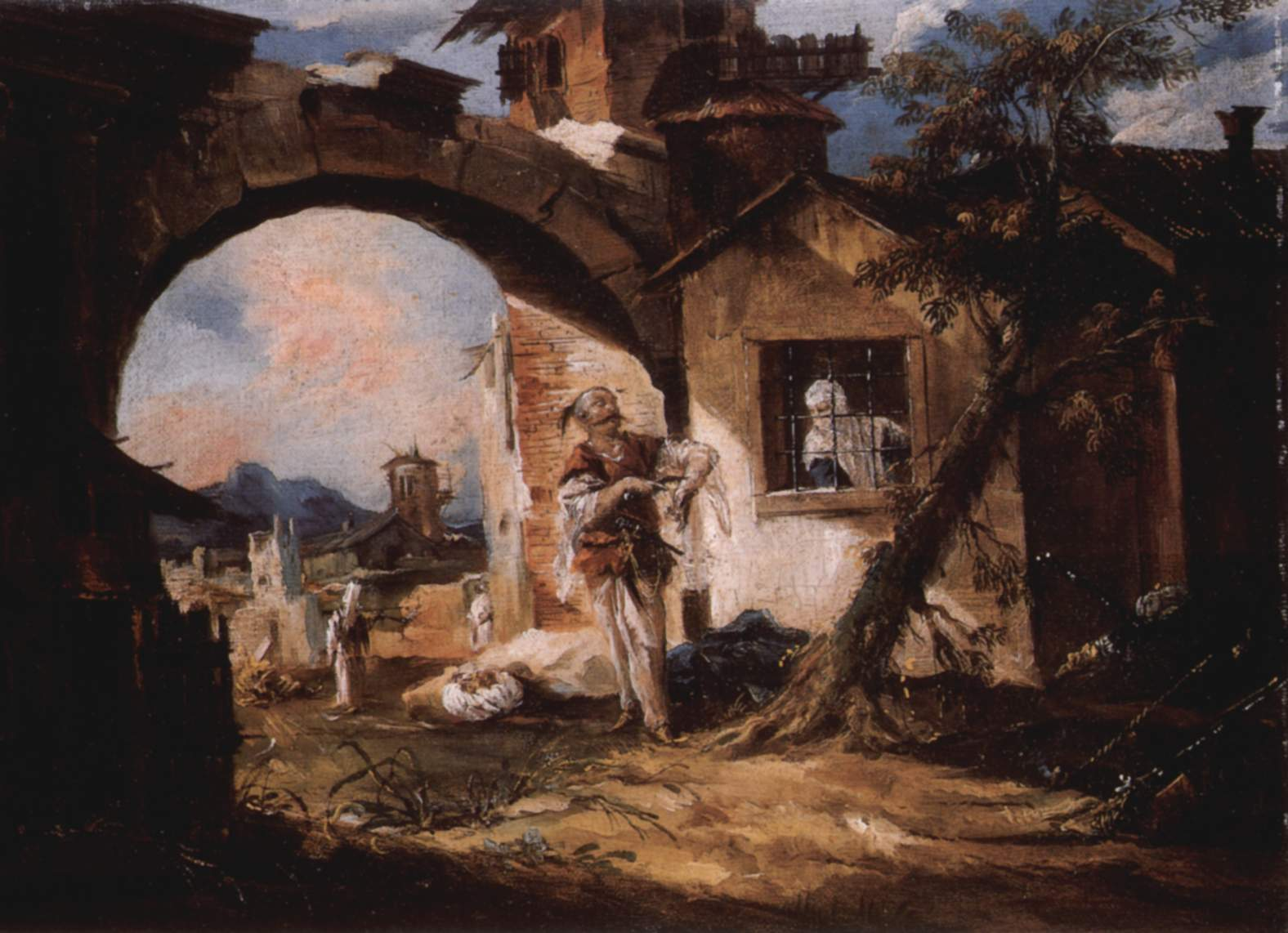
Soldaat en courtisane